# Glossosoma burmanum
Glossosoma burmanum är en nattsländeart som beskrevs av Douglas E. Kimmins 1953. Glossosoma burmanum ingår i släktet Glossosoma och familjen stenhusnattsländor. Inga underarter finns listade i Catalogue of Life.